# La Jagua de Ibirico (ort)
La Jagua de Ibirico är en ort i Colombia.   Den ligger i departementet Cesar, i den norra delen av landet, 600 km norr om huvudstaden Bogotá. La Jagua de Ibirico ligger 140 meter över havet och antalet invånare är 18 555.
Terrängen runt La Jagua de Ibirico är platt åt nordväst, men åt sydost är den kuperad. Runt La Jagua de Ibirico är det ganska glesbefolkat, med 42 invånare per kvadratkilometer. La Jagua de Ibirico är det största samhället i trakten. Trakten runt La Jagua de Ibirico består i huvudsak av gräsmarker.